# موزه هوانوردی

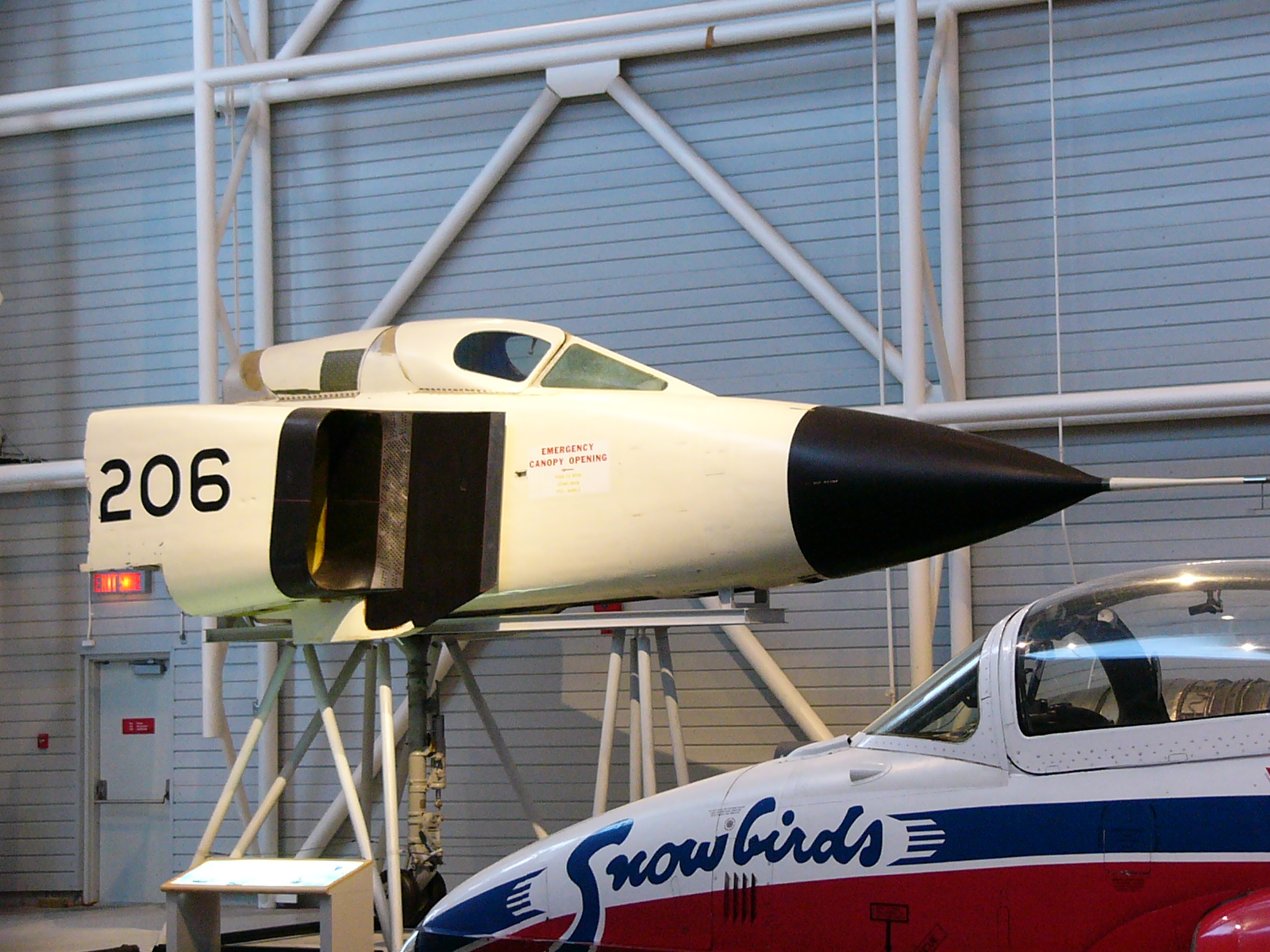
مصنوعات هوایی در موزه هوانوردی کانادا

موزه هوانوردی، موزه هوایی یا موزه هوافضا موزه‌ای است که تاریخ و محصولات هوایی را نمایش می‌دهد. علاوه بر هواپیمای واقعی و هواگرد مصنوعی، نمایشگاه می‌تواند شامل عکس، نقشه (زمین)، مدل فیزیکی، ژرفانما، پوشاک و تجهیزاتی که توسط خلبان به کار می‌رود نیز باشد.

موزه هوانوردی با توجه به تعداد هواپیمای نمایش گذاشته شده به اندازه‌های متفاوتی وجود دارد. آن‌ها ممکن است متعلق به دولت‌های ملی، منطقه‌ای یا محلی یا خصوصی باشند. بعضی از موزه‌ها تاریخ و مصنوعات اکتشافات فضا را نیز در بر می‌گیرند، که نشان دهنده ارتباط نزدیک بین مکانیک پرواز و کیهان‌نوردی است.

بسیاری از موزه‌های هوانوردی بر هواپیماهای نظامی یا تاریخچه هواپیمایی در یک دوره خاص مانند هواپیماهای پیشگام جنگ جهانی یا هواپیمای بدون سرنشین در جنگ جهانی دوم متمرکز هستند.

موزه‌های هوایی ممکن است هواپیماهای خود را تنها بر روی زمین یا برخی از آن‌ها را در حال پرواز نشان دهند. موزه‌هایی که هواپیماهای خود را پرواز نمی‌دهند، ممکن است تصمیم به انجام این کار هم نداشته باشند چرا که این هواپیماها در شرایط پرواز نیستند یا بسیار نادر و با ارزش هستند.

برخی از موزه‌ها مجموعه‌ای از دوره‌های آموزشی، کتابچه‌های فنی، عکس‌ها و آرشیو شخصی را اغلب برای محققان هواپیما برای استفاده در نوشتن مقالات یا کتاب یا متخصصان ترمیم هواپیما برای بازگرداندن هواپیما در دسترس قرار می‌دهند.

## کاربرد موزه هوانوردی
موزه هوانوردی به منظور نمایش هواپیماهای فرسوده و قدیمی و همچنین آشنایی جوانان با پرواز و صنعت هوافضا آغاز کرد. آشنایی با تئوری پرواز و اصول صحیح ساخت هواپیما و همچنین نمونه هواپیماهای بسیار قدیمی مانند داکوتا، قطعات انواع هواپیما، فیلم‌های مربوط به پرواز با کایت و بالون نیز به نمایش گذاشته شده است.
موزه‌های هوانوردی، به عنوان یک قسمت مهم از موزه‌های تاریخی و صنعتی، به نگهداری، نمایش و تبلیغ تاریخچه، تکنولوژی، و فرهنگ هوانوردی و صنعت هوایی اختصاص دارند. این موزه‌ها اغلب به گردآوری و نمایش مجموعه‌ای از هواپیماها، هلیکوپترها، فضاپیماها، موتورهای هواپیما، لباس‌ها و تجهیزات هوانوردی، مدل‌ها، عکس‌ها، فیلم‌ها، مدارک تاریخی و سایر اشیاء مرتبط می‌پردازند که به تماشاگران امکان می‌دهند تا با تاریخچه و توسعه این صنعت آشنا شوند.
این موزه‌ها علاوه بر نمایشگاه‌های دائمی، اغلب دارای فعالیت‌های آموزشی، کارگاه‌ها، سمینارها و فعالیت‌های عمومی دیگری همچون پروازهای شبیه‌سازی، نمایش‌های تعاملی و تجربیات واقعی هوانوردی می‌باشد. برخی از این موزه‌ها نقش اساسی در نگهداری و توسعه فرهنگ هوانوردی دارند و به عنوان یک منبع آموزشی و الهام‌بخش برای دانش‌آموزان، دانشجویان، تحقیق‌گران و علاقه‌مندان به این صنعت عمل می‌کنند.
موزه‌های هوانوردی از لحاظ محتوایی گسترده‌ای از نظر جغرافیایی و تخصصی هستند و می‌توانند به هر کسی که به مطالعه و بررسی تاریخچه و فن‌آوری هوانوردی علاقه‌مند است، خدمت رسانی کنند.